# Mermnadiska dynastin
Mermnadiska dynastin var en kungaätt som regerade under en period av fem generationer i antikens Lydien. Den förste härskaren av detta hus var Gyges, en drabant vid det kungliga lydiska hovet i huvudstaden Sardes, som omkring år 685 f.Kr. mördade kung Kandaules och själv tog makten. Efter kung Gyges följde dennes son Ardys, därefter Sadyattes, Alyattes II och slutligen kung Krösus, som  förlorade sitt rike till perserna i kriget mot Kyros II omkring 546 f.Kr.